# Dicranum setosum
Dicranum setosum är en bladmossart som beskrevs av J. D. Hooker och William M. Wilson 1844. Dicranum setosum ingår i släktet kvastmossor, och familjen Dicranaceae. Inga underarter finns listade i Catalogue of Life.